# Guten Morgen, du Schöne: Susanne/Gudrun/Angela
Guten Morgen, du Schöne: Susanne/Gudrun/Angela ist ein 1978 geschaffener Film des Fernsehens der DDR und 1990 erstmals ausgestrahlter Film von Hans-Werner Honert nach drei Kapiteln aus dem 1977 erschienenen Buch Guten Morgen, du Schöne von Maxie Wander.

## Handlung
In diesem Film sind die Figuren aus drei Kapiteln des Buches von Maxie Wander zusammengefasst. Es handelt sich um die 16-jährige Oberschülerin Susanne, die 18-jährige Abiturientin Gudrun und die 21-jährige Bibliothekarin Angela. Obwohl sie von Maxi Wander einzeln befragt wurden und sich im tatsächlichen Leben nie trafen, hat der Regisseur Hans-Werner Honert ihn so gestaltet, als ob sie sich in gemeinsamen Gesprächen befinden, die abwechselnd in den Wohnungen der Mädchen, bei Spaziergängen durch die Landschaft oder auch beim Besuch einer Diskothek stattfinden. Dass die Gespräche manchmal einen holprigen Eindruck machen, liegt daran, dass die Texte aus dem Buch fast ohne Änderungen übernommen wurden. Die anschließende Beschreibung des Films gibt allerdings die Tonbandprotokolle nicht wörtlich wieder, sondern dient nur einem Überblick.
So kommen sie zum ersten Thema, dem Verhältnis zu ihren Eltern. Angela kann sich mit ihrer Mutter nicht unterhalten, da die sich immer gleich aufregt. In ihrem Elternhaus zählt nur ein Standpunkt, und das ist der ihres Vaters, der für ihn immer richtig ist, dazu gehört auch, dass die Familie immer geschlossen um ihn herum ist. Es fällt ihr auch schwer, sich von ihrer Familie zu trennen, und eine eigene Wohnung zu bekommen ist fast unmöglich. Ihr Vater hat ihr immer eine heile Welt gezeigt und dabei nicht mitbekommen, dass sie erwachsen geworden ist.
Susanne hatte es gut bei ihrem Vater, der alles für sie machte, da er sein Töchterchen lieb hatte. Als sie noch Kind war, war er immer ihr Vorbild. Nur vor dem Sterben hat sie Angst.
Als Gudrun 12 Jahre alt war, haben sich ihre Eltern scheiden lassen, da ihr Vater eine andere Frau kennengelernt hatte. Bis zur Scheidung war für sie in der Familie alles in Ordnung und trotzdem möchte sie nie einen Mann heiraten, der die gleiche Einstellung wie ihr Vater vertritt. Außerdem will sie später keine Kinder haben. Nach zwei Jahren kamen ihre Eltern wieder zusammen, was Susanne nicht verstehen konnte, da sie doch geschieden waren. Wenn sie einmal merkt, dass es mit ihr nicht mehr geht, möchte sie sich selbst das Leben nehmen, denn vor dem Sterben hat sie keine Angst.
Wenn Angela mal Besuch von einem Jungen hatte, kam ihr Vater um 21 Uhr in ihr Zimmer und bat ihn zu gehen, da seine Tochter müde ist. Ihre Mutter vertritt die Meinung, dass erst die Hochzeit kommen muss und dann ist auch alles andere möglich. Angela will immer nur allen beweisen, dass sie keine Niete ist. Von ihren Freunden verlangt sie Aufrichtigkeit und Vertrauen, Toleranz ist nicht so wichtig, denn sich selbst gegenüber ist sie auch nicht tolerant, sondern sehr kritisch. Leider können sich die meisten Jungen sich nicht in sie hineinversetzen und wollen ihr nicht über ihre Schwierigkeiten hinweghelfen. Es gibt schon einige, die ihre Freunde sein könnten, jedoch setzt dann ihr zuhause wieder Schranken. Erst ist Angela gern zur Schule gegangen, doch wenn sie nach dem Geschichtsunterricht zu Hause davon erzählte, wurde sie von ihrem Vater nur als „mein armes Kind“ bezeichnet. Was er wirklich darüber gedacht hat, erzählte er nicht. Er hat ihr nur einmal gesagt, nicht alles zu glauben, was sie in der Schule hört. An das Gerede von der Gleichberechtigung glaubt sie nicht, das ist mit Sicherheit nicht zu verwirklichen, denn da sind von der Natur schon einfach Grenzen gesetzt.
Susanne will nach dem Schulabschluss sofort von zu Hause weggehen, am liebsten in ein Kernkraftwerk, weil das etwas Neues ist und Zukunft hat. Von ihrem Freund ist sie sehr enttäuscht, da sie gemerkt hat, wie spießig er ist. Einer Kommune kann sie aber rein theoretisch viel abgewinnen. Es ist sehr wichtig, mal etwas anderes zu machen als die Erwachsenen. Es gibt in ihrer Schule eine Lehrerin, die sich von den anderen allein schon durch ihre Kleidung unterscheidet. Mit der kann man auch über alles sprechen, auch über das Westfernsehen. Es macht Susanne glücklich, wenn sie in die Klasse kommt und sich alle freuen, dass sie wieder da ist. Es macht sie auch glücklich, dass ihre Freundin ihr alles erzählt, da das ein großer Vertrauensbeweis ist.
Gudrun erzählt von Anke, die ihre erste richtige Freundin war und die es verstand, ihre eigenen Gefühle zu lenken. Wenn sie etwas will, setzt sie es auch durch. Gudrun hat eine Staatsbürgerkundelehrerin, die bei systemkritischen Fragen immer antwortet, dass sie das nicht wissen müssen, da das bei der Abiturprüfung nicht rankommt. Sie hat auch keine Lust mehr Fragen zu stellen, da die Antworten nicht befriedigend sind, sondern es wird einfach im Lehrstoff weitergegangen. Nach der Schule müsste man erst einmal ein Jahr das Leben kennenlernen, um herauszufinden, was man eigentlich will. Wenn sie an ihren zukünftigen Mann denkt, bekommt sie Komplexe, da sie unwahrscheinlich kritisch ist. Es wäre schön, wenn der so wie Anke sein würde.
Angela vertritt die Meinung, dass es die Kluft zwischen Männern und Frauen nicht gibt. Sie fühlt sich in der Gesellschaft von Männern wohl, denn sie sind ehrlicher und aufrichtiger als Mädchen und nicht immer gleich eifersüchtig. Der Mann, mit dem sie einmal leben möchte, dürfte ihr nicht unterlegen sein, sie möchte zu ihm aufblicken können, da sie ihn sonst verachten würde. Er müsste sie mitreißen können und dann möchte sie auch ein Kind haben, was sie dann aber in den Kindergarten geben würde, damit es selbstständig wird. Ihr wurde das Spielen mit anderen Kindern immer verboten, denn dabei würde sie nur böse Sachen lernen. Jedenfalls kann sie keine Ratschläge von Erwachsenen mehr hören. Vom Heiraten hält sie allerdings nicht viel, denn sie glaubt nicht, dass man einen Partner wegen eines Stempels länger halten kann, nur eine gemeinsame Wohnung sollte man leichter bekommen.
Susanne erinnert sich gern an ihre erste Verliebtheit im Alter von 11 Jahren. Es war ein Mädchen, das zur Hochzeit ihres Bruders zu Besuch war. Als dieses wieder abreiste, war sie unendlich traurig und wusste nicht, wie das Leben jetzt weitergehen soll. Wenn sich ihr Freund Jürgen wieder melden würde, den könnte sie heiraten und sogar ein Kind kann sie sich mit ihm vorstellen. Der hat keinen Vater und seine Mutter hat ihn so erzogen, dass er auch Aufgaben erfüllt, die sonst nur Frauen erledigen. Das Kind soll aber nicht in den Kindergarten gehen und zu Hause bleiben soll der Elternteil, der die meiste Ahnung von Pädagogik hat. Über die ganze Problematik sollte man viel mehr im Fernsehen oder in den Zeitungen erfahren. Zum Glück kann sie mit ihrer Mutti über alles offen sprechen, auch über die Sexualität, weshalb sie auch keine Komplexe hat. Wenn sie einmal schnell das Haus verlassen müsste, zum Beispiel wenn es brennt, würde sie als erstes ihre Hosen anziehen und dann ihre Bilderalben und Liebesbriefe mitnehmen.
Als Gudrun Olli kennenlernte, wollte der gleich mit ihr ins Bett, was sie nicht verstehen konnte, da es noch keine richtige Liebe war. Jedes junge Mädchen träumt doch davon, dass man verliebt ist, wenn man zusammen ins Bett geht. In der Praxis sieht das leider anders aus, da wird man richtig überrumpelt.

## Produktion
Das DDR-Fernsehen produzierte auf Grundlage von Guten Morgen, du Schöne sieben Fernseh-Produktionen, wobei der auf ORWO-Color gedrehte und hier beschriebene Film des Regisseurs Hans-Werner Honert über drei junge Frauen aus Maxi Wanders Buch Aufführungsverbot erhielt, da die gezeigten Jugendlichen nicht das offizielle Bild von Jugendlichen der DDR darstellten und deshalb erst nach der Wende gezeigt werden konnte. Die jungen Mädchen wurden mit zwei Schauspielschülerinnen und einer Laiendarstellerin besetzt. Dass der Film überhaupt ausgestrahlt werden konnte, lag an der Schnittmeisterin Margrit Schulz, die das Material bis zur Wende in ihrem Schneideraum aufbewahrte. Für die Dramaturgie war Sonja Kühne verantwortlich.
Die Erstausstrahlung dieses Films erfolgte am 24. Juni 1990 im 1. Programm des Deutschen Fernsehfunks.
Die jeweils anderen drei Folgen von Vera Loebner (mit elektronischen Fernsehkameras aufgenommen) und Thomas Langhoff (mit 16 mm Filmkamera aufgenommen) wurden 1979 und 1980 ausgestrahlt.

## Kritik
1978 verschwand die szenische Bearbeitung von drei Texten in der Schublade, ohne gesendet worden zu sein. Frank Junghänel von der Berliner Zeitung meinte nach der Erstausstrahlung im Jahr 1990 dazu: 

„Heute besehen mag manches an dem noch während der Produktion gestoppten Streifen konstruiert, ästhetisch unausgereift scheinen. So verlieren die Monologe in dem um die gemeinsamen Nenner Familie, Schule, Freund kreisenden Dreier-Gespräch einiges an Authentizität. Es wird eher aneinander vorbei, denn miteinander gesprochen, und die verbindenden quasi-dokumentarischen Bilder stehen recht beziehungslos zwischen den Wortpassagen. Allein daß der kurze Film damals der Zensur zum Opfer fiel und jetzt ein weiteres Dokument verhängnisvoller Politik ist, hätte Grund genug sein müssen, ihm und der anschließenden Diskussion einen dankbareren als den vormitternächtlichen Sendeplatz zu gönnen.“